# Adolf Friedrich (Psychologe)

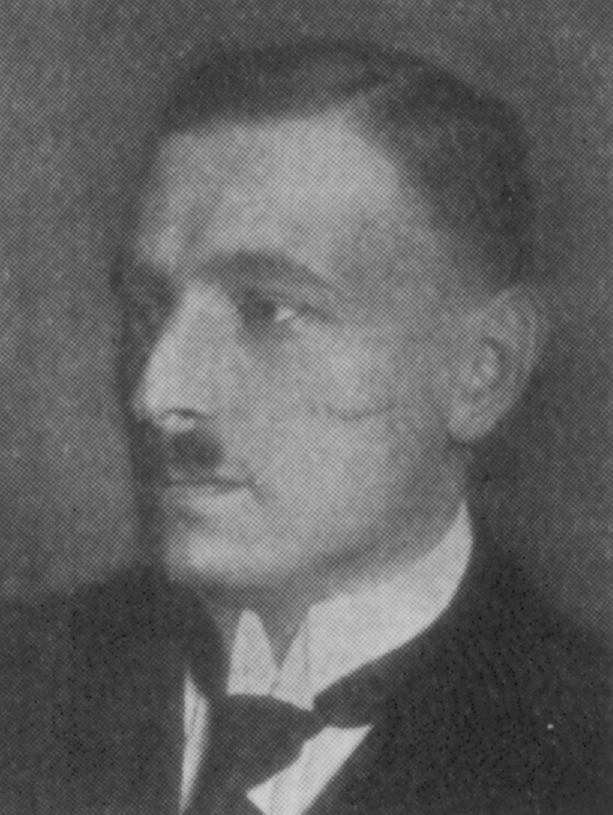
Adolf Friedrich

Adolf Moritz Friedrich (* 2. März 1892 in Mainz; † 3. März 1963 in Baden-Baden) war ein deutscher Psychologe und Hochschullehrer. 

## Leben
Nach einem Studium in Braunschweig, das er 1914 als Diplomingenieur abschloss, arbeitete Friedrich von 1920 bis 1922 als Oberingenieur und Leiter der von ihm bei der Friedrich Krupp AG in Essen eingerichteten psychotechnischen Abteilung. 
1922 wurde er Privatdozent für angewandte Psychotechnik an der Technischen Hochschule Hannover, promovierte 1922 in Berlin und wurde 1924 Professor der Psychologie an der Technischen Hochschule Karlsruhe sowie Vorstand des Instituts für Sozialpsychologie. 
Friedrich trat zum 1. Mai 1933 der NSDAP bei (Mitgliedsnummer 2.332.137) und erhielt im selben Jahr einen Ruf an die Bergakademie Clausthal auf die „Professur für Menschenführung“. Er schloss sich auch der SS an.
Zu Beginn des Zweiten Weltkriegs (1939) ging er nach Berlin, um in der Reichswirtschaftskammer Leiter der Abteilung Berufsausbildung und Leistungsertüchtigung zu werden. 
Nach seiner Entlassung aus dem britischen Detention Camp in Sandbostel, wo er von 1945 bis 1947 festgehalten wurde, wirkte Friedrich vor allem freiberuflicher Unternehmensberater und Publizist. Friedrichs Nachlass ist im KIT-Archiv überliefert.

## Schriften (Auswahl)
- Die werteschaffenden Methoden der industriellen Psychotechnik. Essen, Hannover, 1922.
- Richtlinien für die Tätigkeit der Obermeister, Meister, Vizemeister und sonstige Technischen Angestellten. Karlsruhe, 1927.
- Bekämpfung der Verlustquellen im Betrieb. Wiesbaden, 1950.
- Persönlichkeit und Gemeinschaft im Betrieb. Düsseldorf, 1954.
- Lebenserfüllung auch in der Arbeit. Eine entscheidende Aufgabe betriebl. Führung. Heidelberg, 1962.